# Friedrich Güll

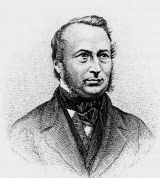
Friedrich Wilhelm Güll

Friedrich Wilhelm Güll, född 1 april 1812 i Ansbach, död 24 december 1879 i München, var en tysk visdiktare.
Güll var från 1842 lärare i München, och utgav bland annat Kinderheimat in Liedern und Bildern (1837). Gülls barnvisor har blivit särskilt kända genom Wilhelm Tauberts kompositioner.